# アリス・タグリオーニ
アリス・タグリオーニ（Alice Taglioni、1976年7月26日 - ）は、フランスの女優。

## 出演作品
- ゼロ タウン 始まりの地
- プレイ‐獲物‐（クレール・リンネ）
- ライヤーゲーム
- ナイト・オブ・ザ・スカイ（エステル“ピットブル”・キャス）
- ブロセリアンドの魔物
- 好きと言えるまでの恋愛猶予（ナタリー）
- グランデコール
- ブルゴーニュで会いましょう
- あさがくるまえに